# 大理蝎蛉
大理蝎蛉（学名：Panorpa dali），一种于中国云南省大理市苍山地区兰峰东坡发现的长翅目昆虫，隶属于蝎蛉科蝎蛉属滴蝎蛉组团（Panorpa guttata group）。种小名源自大理地区的历史古国－大理国及发现地大理市。

## 鉴别特征
大理蝎蛉与昆明蝎蛉（Panorpa kunmingensis）相似，双翅具翅斑。但本种体型较小，前翅长约8.3mm，后翅长约8.8mm；前翅端带不完整；雄性腹部第6节背板末端中央仅有非常浅的缺刻；阳基侧突的腹枝长度为背枝长度的3/4；雌性生殖板后臂短于主板。